# アリソン (曲)
「アリソン」（"Alison"）は、エルヴィス・コステロによって書かれ、最初にスティッフ・レコードの1977年のコステロのアルバム『マイ・エイム・イズ・トゥルー』に収録された楽曲。コステロはこの曲はスーパーマーケットで働いているのを彼が見た女性に寄せたものだと主張したが、その意味はあいまいなままだった。コステロのシングルはチャートには入らなかったが、この曲はコステロの最も有名な曲の一つとなった。
この曲のカバーを1979年にリリースしたリンダ・ロンシュタットはこの曲を中程度にヒットさせた。この曲にはほかにも複数のカバーバージョンがある。

## 背景
「アリソン」はエルヴィス・コステロのデビュー・スタジオ・アルバム『マイ・エイム・イズ・トゥルー』に収められ、1977年にリリースされた。エルヴィス・コステロ&ジ・アトラクションズ結成前に「アリソン」が録音されたので、この曲の伴奏はクローバーが担当した。コステロは「だれかをがっかりさせる」ということ以外は、曲の意味をほとんど明らかにしておらず、歌詞の "somebody better put out the big light" と "my aim is true" が殺人への言及だとの示唆を否定している。コステロはこの曲が誰についてのものなのかを明らかにすることを拒み、 Girls Girls Girls のライナーノーツには「もっと言うことで多くのことを取り消すことができる」と書いている。歌詞の "my aim is true" はアルバムのタイトルにもなっている。コステロはまた "I know this world is killing you" という行をスタッカート形式で分割するコーラスの音楽的なアイデアは、デトロイト・スピナーズの "Ghetto Child" のタイトル・リフレインの前に置かれた "Life ain't so easy when you're a ..." というフレーズの手法に由来すると述べている。
しかしながら、2015年に出版した自伝 Unfaithful Music & Disappearing Ink （日本語版：『エルヴィス・コステロ自伝、2020年12月刊行予定）には「地元のスーパーで美しいチェックアウトの女の子を見た後、「アリソン」という曲を書いたといつも人々に話していた。彼女はかつて船にその名が付けられていたかもしれない顔をしていた。悪党はかつて彼女の名誉を守るために霧に包まれた決闘を戦ったかもしれない。今、彼女はレジで豆の缶の値段を入力し、若い頃のすべての希望と夢が消え去っているように見えた。残されたものはすべて、彼女に適当な嘘をつき、さらに遠いところに捕まえるすぐにごろつきに浪費されていた」と書いている。
コステロとグリーン・デイのビリー・ジョー・アームストロングはVH1クラシックの "Decades Rock Live" でこの曲を共演した。この時の演奏は2006年5月19日に放送された。

## 評価
「アリソン」はイギリスではB面の「ウェルカム・トゥ・ザ・ワーキング・ウィーク」とともにシングルとして発売され、アメリカではB面に同じ曲のモノラルバージョンを収録したものと、「ミラクル・マン」を収録したものの2枚のシングルが発売された。北米版シングルの「アリソン」はストリングス・セクションを追加するためにリミックスされているという点でユニークである。曲が収められているアルバムがトップ40のアルバムチャートに入ったようにはこのシングルはチャートインしなかったが、アメリカではAORラジオ局でのエアプレイを得た。2004年、ローリング・ストーン誌は史上最高の500曲の318番にこの曲を選び、エンターテイメント・ウィークリーの投票ではコステロの優れた10曲のうちの一曲に選ばれた。デイリー・テレグラフ紙は「オリヴァーズ・アーミー」に次ぐ2番目に優れたコステロの曲と位置づけ、「片思いについての素晴らしい歌」と呼んだ。

## リンダ・ロンシュタットのバージョン

### 背景
リンダ・ロンシュタットは「アリソン」のカバーバージョンを1978年に200万枚以上を売り上げて自身のスタジオアルバム『ミス・アメリカ』用に録音した。アルバムからの4枚目のシングルとして1979年にアサイラム・レコードからリリースされ、ロンシュタットの長年のプロデューサーであるピーター・アッシャーが担当した。ロンシュタットの「アリソン」のB面はやはりアッシャーがプロデュースした「モハメッドのラジオ」だった。

### 評価
「アリソン」のロンシュタットのバージョンはそこそこヒットし、アメリカではビルボード誌のアダルト・コンテンポラリー・チャートで30位となった。このシングルは全英シングルチャートでも66位となっている。
数年後、コステロはロンシュタットのバージョンを公然とバカにしていたかもしれないが、「でも、彼女が稼いだお金を使うのは気にならなかった」と冗談を言った。ロンシュタットが南アフリカのサンシティで演奏してからは、コステロはロンシュタット版の印税をアフリカ民族会議に寄付している。